# Les Planelles (Gavet)
Les Planelles és una partida rural del terme municipal de Gavet de la Conca, (antic terme de Sant Serni), al Pallars Jussà.
El lloc és a llevant del poble de Gavet, a l'esquerra del riu de Conques, o de Gavet, a ponent del Pont dels Set Ulls.